# SIAI-マルケッティ S.205
SIAI-マルケッティ S.205
イタリア空軍のS.208
- 用途：連絡機、グライダー曳航機
- 設計者：Alexander Brena
- 製造者：アエルマッキ社
- 初飛行：1965年
- 生産数：約620機（S.205）、120機（S.208）

SIAI-マルケッティ S.205（SIAI-Marchetti S.205）は、イタリアのSIAI-マルケッティ社で製造された単発4座の軽飛行機である。S.205は1965年に初飛行を行い、イタリア空軍で採用された機体はS.208と呼ばれた。

## 開発
S.205はSIAI-マルケッティ社の主任設計技師のアレクサンデル・ブレーナ（Alexander Brena）が1964年に軽量な汎用機を望んで考案したもので、これが全金属性、低翼、単発で4座のS.205となった。更に開発されて出力260 hpのエンジンと引き込み式降着装置を備えた5座型がS.208となった。S.206とS.210も計画されたが実現されなかった。
最初に生産されたS.205-18Fは1966年2月に初飛行を行い、翌年から納入が開始された。生産は1975年に停止されたが、1977年から1980年の間にイタリアの飛行クラブ「アエロクラブ・イタリア」（AeroClub Italia）からの発注を受けて更に140機のS.205-20Rが生産された。
約65機の機体がアメリカ合衆国に運ばれ、ウェイコ・エアクラフト社によりニューヨーク州シラキュースで組み立てられた。当初これらの機体はウェイコ シーラス（WACO Sirrus、4座）、後にヴェラ S220（VELA S220、5座）と呼ばれたが、社長のバーガー（Mr. Berger）が死去すると米国内でのS.205の組み立ては中止された。

## 運用の歴史
イタリア空軍は連絡機、グライダー曳航、練習機として45機を購入した。S.208Mと呼ばれる軍用版はアビオニクス、コックピットの側面ドア、グライダー曳航用のフックと増槽取り付け用のマウントを装着可能である点が民間型との相違であった。最初に納入された4機はS.205であったが、後にS.208へ改装された。
2機がチュニジアにも販売され、そこで練習機として使用された。

## 派生型

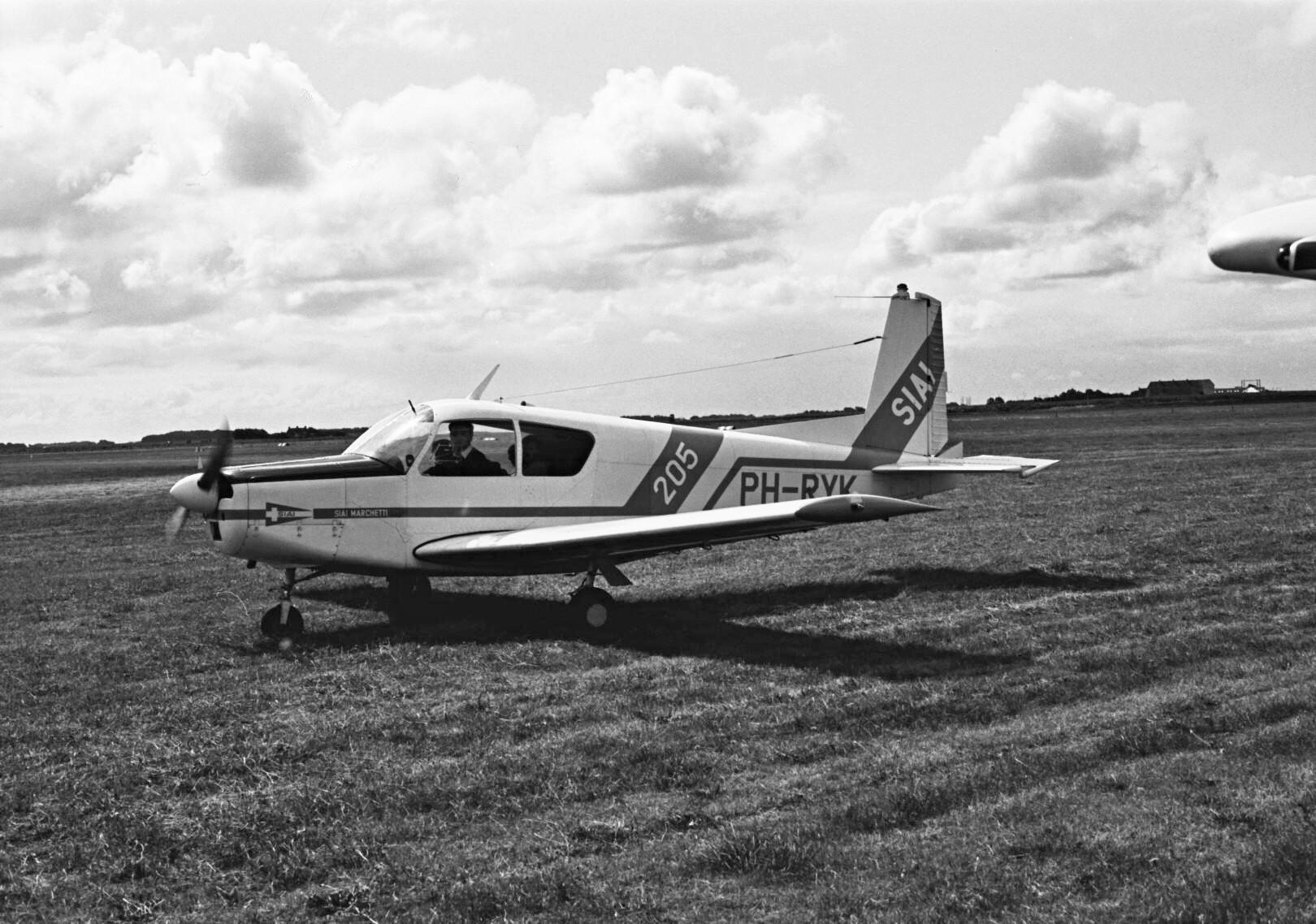
SIAI-マルケッティ S.205

S.205全金属性、単発4座の基本型。F型は固定式降着装置、R型は引き込み式降着装置。3つの異なるエンジンを搭載した型がある：
S.205 F/R-18:アヴコ・ライカミング IO-360
S.205 F/R-20:アヴコ・ライカミング IO-360-A1A
S.205 F/R-22:フランクリン 6A-350C1
S.2066座版、実現せず
S.208出力260 hp エンジンと引き込み式降着装置を備えた5座版
S.208Mイタリア空軍向けの軍用版
S.208AG農業機版、救急搬送機としても使用
S.210双発版

## 運用

### 民間
この機種はヨーロッパ、アフリカ、アメリカ大陸、オーストラリアの約27カ国で登録されている。

### 軍用
エチオピア
 イタリア
 チュニジア

## 要目
(S.205-20/R) Jane's All The World's Aircraft 1966–67
- 乗員：パイロット1名と乗客3名
- 全長：8.00 m (26 ft 3 in)
- 全幅：10.86 m (35 ft 7½ in)
- 全高：2.89 m (9 ft 5¾ in)
- 翼面積：16.09 m² (173 sq ft)
- アスペクト比：7.04:1
- 空虚重量：740 kg (1,630 lb)
- 最大離陸重量：1,250 kg (2,755 lb)
- エンジン：1 × アヴコ・ライカミング IO-360-A1A（英語版）、149 kW (200 hp)
- 最高速度：280 km/h (151 knots, 174 mph) at sea level
- 巡航速度：255 km/h
- 失速速度：87 km/h (47 knots ,54 mph) (flaps and gear down)
- 巡航高度：5,380 m (17,650 ft)
- 航続距離：1,500 km (809 nmi, 930 mi)
- 上昇率：4.4 m/s (865 ft/min)